# Episodi di Tutti odiano Chris (terza stagione)
La terza stagione della sit-com Tutti odiano Chris è andata in onda negli Stati Uniti dal 1º ottobre 2007 al 18 maggio 2008 sul canale The CW. In Italia è andata in onda, in anteprima, su Comedy Central, dall'11 novembre al 27 novembre 2008. In chiaro la stagione è stata trasmessa dal 2 ottobre 2010 al 18 agosto 2012 su Rai 2 in orario mattutino, divisa in due parti: la prima (ep.1-10) è stata trasmessa dal 2 al 31 ottobre 2010, mentre la seconda parte (ep.11-22) è stata trasmessa dal 4 al 18 agosto 2012.
| nº | Titolo originale                       | Titolo italiano                        | Prima TV USA     | Prima TV Italia  |
| -- | -------------------------------------- | -------------------------------------- | ---------------- | ---------------- |
| 1  | Everybody Hates the Guidance Counselor | Tutti odiano il consulente scolastico  | 1º ottobre 2007  | 11 novembre 2008 |
| 2  | Everybody Hates Caruso                 | Tutti odiano Caruso                    | 8 ottobre 2007   | 11 novembre 2008 |
| 3  | Everybody Hates Driving                | Tutti odiano guidare                   | 15 ottobre 2007  | 12 novembre 2008 |
| 4  | Everybody Hates Blackie                | Tutti odiano Blackie                   | 22 ottobre 2007  | 12 novembre 2008 |
| 5  | Everybody Hates the Bachelor Pad       | Tutti odiano la Garconniere            | 29 ottobre 2007  | 13 novembre 2008 |
| 6  | Everybody Hates Bed-Stuy               | Tutti odiano Bed Stuy                  | 5 novembre 2007  | 13 novembre 2008 |
| 7  | Everybody Hates Houseguests            | Tutti odiano gli ospiti                | 12 novembre 2007 | 14 novembre 2008 |
| 8  | Everybody Hates Minimum Wage           | Tutti odiano il salario minimo         | 19 novembre 2007 | 14 novembre 2008 |
| 9  | Everybody Hates the New Kid            | Tutti odiano il nuovo arrivato         | 26 novembre 2007 | 18 novembre 2008 |
| 10 | Everybody Hates Kwanzaa                | Tutti odiano il Kwanzaa                | 10 dicembre 2007 | 18 novembre 2008 |
| 11 | Everybody Hates the Port Authority     | Tutti odiano le stazioni dei pullman   | 2 marzo 2008     | 19 novembre 2008 |
| 12 | Everybody Hates Bad Boys               | Tutti odiano i ragazzi cattivi         | 9 marzo 2008     | 19 novembre 2008 |
| 13 | Everybody Hates the First Kiss         | Tutti odiano il primo bacio            | 16 marzo 2008    | 21 novembre 2008 |
| 14 | Everybody Hates Easter                 | Tutti odiano la Pasqua                 | 23 marzo 2008    | 21 novembre 2008 |
| 15 | Everybody Hates Gretzky                | Tutti odiano i giocatori di hockey     | 30 marzo 2008    | 20 novembre 2008 |
| 16 | Everybody Hates the BFD                | Tutti odiano gli impresari funebri     | 6 aprile 2008    | 20 novembre 2008 |
| 17 | Everybody Hates Ex-Cons                | Tutti odiano gli ex detenuti           | 13 aprile 2008   | 25 novembre 2008 |
| 18 | Everybody Hates Earth Day              | Tutti odiano il Giorno della Terra     | 20 aprile 2008   | 25 novembre 2008 |
| 19 | Everybody Hates Being Cool             | Tutti odiano essere duri               | 27 aprile 2008   | 26 novembre 2008 |
| 20 | Everybody Hates the Ninth-Grade Dance  | Tutti odiano il Ballo dell'Ultimo Anno | 3 maggio 2008    | 26 novembre 2008 |
| 21 | Everybody Hates Mother's Day           | Tutti odiano la Festa della Mamma      | 11 maggio 2008   | 27 novembre 2008 |
| 22 | Everybody Hates Graduation             | Tutti odiano il diploma                | 18 maggio 2008   | 27 novembre 2008 |